# خلافت عثمان
اندیشه و تفکر دانشمندان شیعه و اهل سنت در نقل و تحلیل قضایای به دست گرفتن خلافت و جانشینی بعد پیامبر اسلام از یکدیگر جدا می‌شود و در این زمینه بحث‌های گسترده‌ای رخ داده است. علمای اهل سنت قائل به مشروعیت کار ابابکر و عمر و عثمان در به‌دست گرفتن خلافت هستند اما در مقابل دانشمندان شیعه با توجه به دلایلی چون حادثه غدیر، آیه ولایت، آیه اکمال، آیه اولی الامر، حدیث منزلت، حدیث خلافت، حدیث ثقلین و بسیاری دیگر  معتقد به عدم مشروعیت به‌دست گرفتن خلافت توسط هر شخصی غیر از علی بن ابی طالب پس از فوت پیامبر اسلام هستند. به اعتقاد شیعه، پیامبر اسلام بارها در حیات خود ولایت و سرپرستی علی بن ابی طالب را اعلام کرده است که نخستین آن‌ها قضیه یوم الانذار، بوده است. در مقابل اهل سنت برای صحیح بودن کار ابوبکر (ادله خلافت ابوبکر) و عمر (خلافت عمر) و عثمان استدلال‌هایی ارائه کرده‌اند که در این مقاله به رخدادهای خلافت خلیفه سوم، می‌پردازیم:

## اجمالی از ماجرای تصدی خلافت
رخدادهای انتخاب خلیفه سوم بنا بر نقل‌های معتبر تاریخ از این قرار است:
عمر هنگام مرگ، علی بن ابیطالب، ابن عوف، طلحه، عثمان، سعد وقاص و زبیر را دعوت کرد و ایشان را شورایی برای تعیین خلیفه از میان خودشان قرار داد.
آنگاه به شخصی دستور داد تا با پنجاه نفر جلوی خانه ای که شورا گفتگو می‌کنند، منتظر اقدام‌های آنها باشد. اگر پس از سه روز، پنج تن به انتخاب شخصی موافقت کردند و یکی مخالفت کرد گردنش را بزنند و اگر چهار تای ایشان متفق شدند و دو نفر مخالف بودند سر آن دو نفر را بزنند و اگر برای انتخاب شخصی موافقان و مخالفان مساوی بودند، رای آن دسته که عبد الرحمن بن عوف در آنهاست مقدم بوده و گروه دیگر را در صورت مخالفت بکشند و اگر بعد سه روز کسی انتخاب نشد، همه ایشان را بکشند و مردم خود انتخاب کنند. بنا بر نقلی دیگر، قبل از ترجیح دسته ابن عوف در فرض تساوی، نظر عبداله پسر عمر خاتمه دهنده عنوان شده است.
بعد سه روز از مرگ عمر شورا در خانه عایشه جمع شدند. طلحه رای خود را به عثمان داد. سعدوقاص نیز به عبد الرحمن رای داد. زبیر هم حقش را به علی بن ابی طالب واگذار کرد.
ابن عوف مردم را برای اعلام نظر خود جمع نمود. ابتدا به سمت علی رفت و شرط کرد که مطابق فرمان خدا و سنت پیامبر و سیره عمر و ابابکر فرمانروایی کند لکن او نپذیرفت و گفت: فقط به دستور الهی و سنت پیامبر و روش خویش که همان مرضیّ خدا و سنت است عمل می‌کنم نه مثل دیگران. سپس عبدالرحمن همین پیشنهاد را به عثمان گفت و او پذیرفت و گفت: قسم می‌خورم که جز طریق دو خلیفه گذشته عمل نکنم و از راه ایشان منحرف نشوم. آنگاه عبدالرحمن سپس بنی امیه با او بیعت کردند.

## دیدگاه اهل سنت و شیعه
دانشمندان اهل سنت برای اثبات مشروعیت انتخاب عثمان به انتخاب او توسط شورای شش نفره صحابه تمسک کرده‌اند.
از طرفی علمای شیعه برای رد مشروعیت این انتخاب علاوه بر تعارض این عمل با دستورهای خود پیامبر مبنی بر ولایت علی بن ابی طالب و خلافت او پس از پیامبر، دلایل دیگری را نیز اقامه کرده‌اند. منظور از دستورها و انتصاب خود پیامبر اشاره به ماجرای غدیر، آیه‌های ولایت، تبلیغ، اولی الامر، اکمال و … همچنین حدیث‌های خلافت، منزلت، ثقلین و … می‌باشد و از آنجایی که دستور پیامبر و نصب از جانب خداوند بر همه چیز مقدم است، این عمل خلیفه دوم فاقد مشروعیت خواهد بود.
در ادامه از جمله ایرادهایی که به ماجرای انتخاب عثمان گرفته شده است، عدم اعتقاد واقعی عمر به دموکراسی و شوری بوده است. بنا بر روایات منابع اهل سنت عمر تصریح کرده است که اگر سالم یا ابا عبیده جراح  یا معاذ (۸) یا ابن ولید (۹) زنده بود، ایشان را می‌گماشت و شورایی در کار نبود.
از دیگر اشکال‌هایی که مطرح شده است، داور قرار دادن پسر عمر در ماجراست چراکه بنا بر نقل منابع اهل سنت دیدگاه خود عمر نسبت به پسرش اینگونه بوده است:
«عمر گفت: چه کسی را خلیفه کنم؟ اگر بن جراح بود، او را خلیفه می‌نمودم. شخصی گفت: چرا عبدالله فرزندت را انتخاب نمی‌کنی؟ عمر گفت: … آیا کسی را انتخاب کنم که حتی نمی‌تواند زنش را طلاق دهد؟» 
در این میان یکی از مهم‌ترین ایرادهایی که شیعیان به این ماجرا وارد کرده‌اند را می‌توان اشکال به اعضای تشکیل دهنده شورا دانست؛ بر اساس این سؤال، چرا باید هنگامی که علی بن ابی طالب می‌گوید: «من به روش دو خلیفه عمل نمی‌کنم و فقط به آنچه از سوی خدا نازل شده است پایبندم»، اعضا با او مخالفت کنند. بر اساس این دیدگاه، ایشان به دنبال اهداف خاصی بودند که از دایره شریعت خارج بوده و مناسب جامعه اسلامی نبوده است. 